# Měcholupy u Žatce
Měcholupy (deutsch Michelob) ist eine Minderstadt in Tschechien. Sie liegt sieben Kilometer südlich von Žatec und gehört zum Okres Louny.

## Geographie

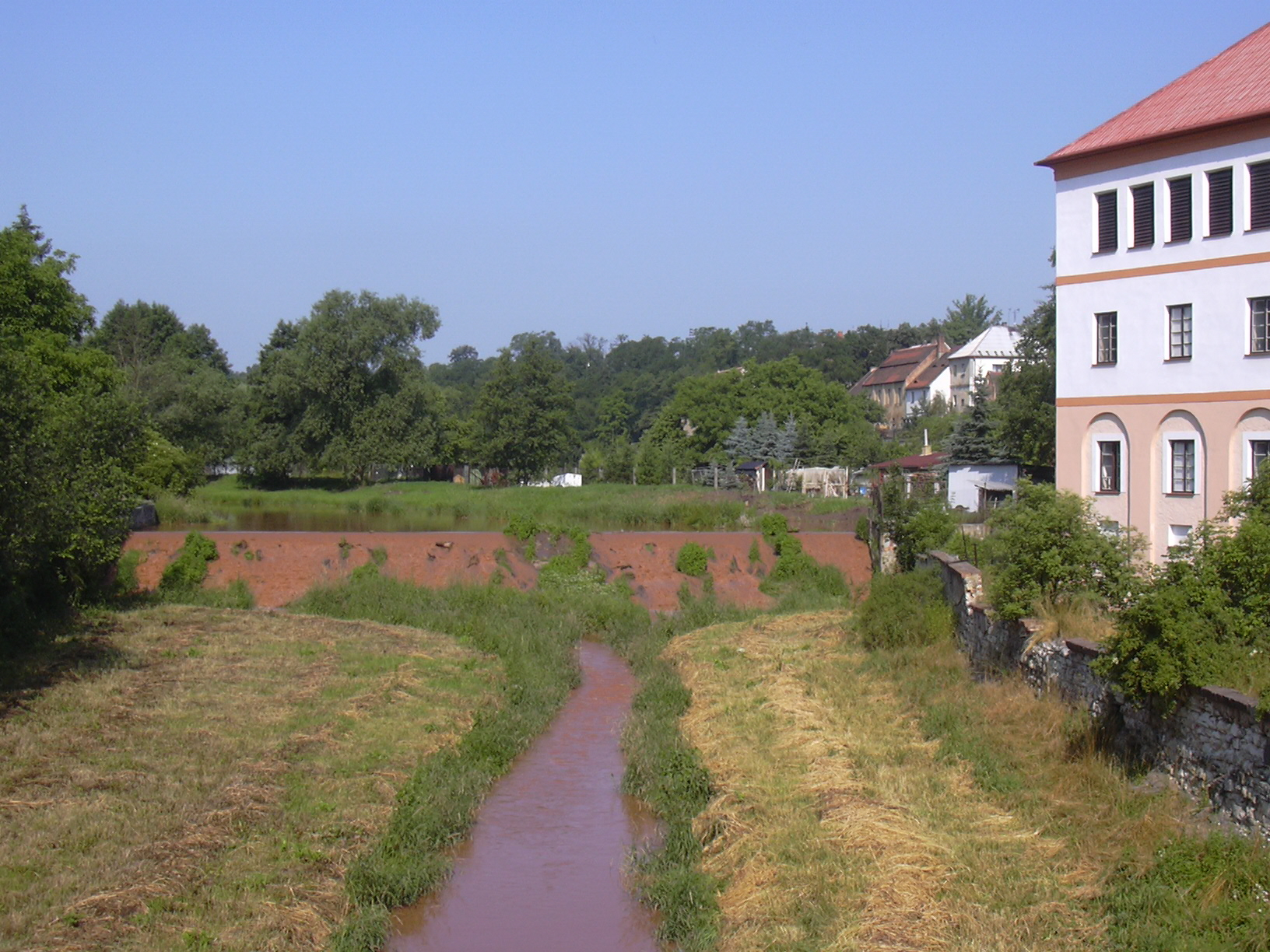
Wehr der Blšanka an der Dreherschen Brauerei

Měcholupy befindet sich am nordwestlichen Fuße des Džbán-Berglandes an der Blšanka (Goldbach). Nordöstlich erhebt sich der Chlum (289 m), im Südosten der Holý vrch (382 m) sowie westlich die Na Slatině (321 m). Um den Ort liegen leichte Bunkerlinien des Tschechoslowakischen Walls. Durch Měcholupy führt die Bahnstrecke Praha–Chomutov.
Nachbarorte sind Milošice im Norden, Holedeček, Holedeč und Bukovina im Nordosten, Tasov und Lhota im Osten, Sádek im Südosten, Želeč, Malá Černoc, Soběchleby und Siřem im Süden, Železná und Sýrovice im Südwesten, Milčeves im Westen sowie Radíčeves im Nordwesten.

## Geschichte
Die erste schriftliche Erwähnung des Dorfes erfolgte 1295 als Sitz des Hrdibor von Měcholupy. Die Herren von Měcholupy hielten die Güter bis zur Mitte des 14. Jahrhunderts. 1332 gehörten sie dem Vyšehrader Chorherren Jan Olbramovec. Die Pfarrkirche des hl. Laurentius ist seit 1366 nachweisbar. Zu den weiteren Besitzern gehörten die Sekerka von Sedčice, die Měcholupy zum Anfang des 16. Jahrhunderts erwarben. In dieser Zeit entstand auch die Feste. Nach der Schlacht am Weißen Berg wurde Dietrich Sekerka zum Verlust seines halben Besitzes verurteilt. 1624 kaufte Johann Christoph von Paar die aus sechs Dörfern bestehende Herrschaft Měcholupy von der Böhmischen Kammer. Karl von Paar ließ die Feste zu einem Schloss umbauen. 1690 kaufte Jaroslav von Vršovec die Herrschaft.
Zu den nachfolgenden Besitzern gehörten Rosa von Kolowrat-Libštejnský und Helena Fürstin Lobkowicz. 1750 wurde die alte Kirche durch einen barocken Neubau ersetzt. Später entstand beim Schloss entlang des Goldbaches ein englischer Landschaftspark mit Gewächshaus. 1827 gab es in Michelob eine neu errichtete Brauerei, eine Weinbrennerei, Mühle, Sägemühle, Pfarrschule und Synagoge.
Nach der Aufhebung der Patrimonialherrschaften bildete Michelob / Měcholupy ab 1850 eine Gemeinde im Bezirk Saaz. 1860 erwarb der Brauereiunternehmer Anton Dreher das Schloss Michelob mit den zugehörigen Gütern und der herrschaftlichen Brauerei von Erwin von Neipperg. Am 4. Februar 1871 wurde durch die Buschtěhrader Eisenbahn die Strecke Prag-Komotau eingeweiht. In der Nacht vom 25. zum 26. Mai 1872 verwüstete nach Wolkenbrüchen eine nächtliche Sturzflut das Goldbachtal. Dabei starben fünf Menschen. Außerdem wurde der größte Teil des Schlossparkes verwüstet und die Brauerei ruiniert.
Anton Dreher junior ließ 1872 gegenüber dem Schloss eine neue Brauerei errichten. Das dreiflügelige mächtige Bauwerk übertraf mit seinen drei Stockwerken das Schloss deutlich an Größe und Höhe. Zugleich kaufte er die Güter in Liboritz auf. Auch die Mühle wurde wieder repariert. Am 19. Juni 1875 wurde Michelob zum Markt erhoben und erhielt ein Wappen.
Zum Ende des 19. Jahrhunderts ließ die Familie Dreher das Schloss um ein zweites Geschoss erhöhen und den alten Turm abtragen. Im Jahre 1900 hatte Michelob 1200 Einwohner, die größtenteils der deutschen Volksgruppe angehörten. 1905 begann der zweigleisige Eisenbahnbetrieb zwischen Michelob und Trnowan. 1924 hatte Michelob 1026 Einwohner, davon waren 177 Tschechen. 1927 stellte die Brauerei Michelob für immer die Produktion ein. Im Jahre 1930 hatte der Markt Michelob 1061 Einwohner. 
Nach dem Münchner Abkommen wurde der Ort 1938 dem Deutschen Reich zugeschlagen und gehörte bis 1945 zum Landkreis Saaz. Die tschechische Bevölkerung verließ wegen der einsetzenden Benachteiligungen Michelob und zog über die nahe Reichsgrenze in die Tschechoslowakei. 1939 lebten in Michelob 921 Menschen. Nach dem Ende des Zweiten Weltkrieges kam Měcholupy zur Tschechoslowakei zurück und die deutsche Bevölkerung wurde vertrieben. Nach 1948 verlor Měcholupy seinen Status als Minderstadt und ist seitdem ein Dorf.
Mit Beginn des Jahres 1961 erfolgte die Eingemeindung von Milošice, zugleich wurde der Ort dem Okres Louny zugeordnet. 1981 kamen noch Velká Černoc, Želeč, Holedeč (mit Holedeček, Stránky und Veletice), Deštnice (mit Sádek) und Libořice (mit Železná) hinzu. Letztere drei Orte lösten sich 1990 wieder los. Die barocke Kirche des hl. Laurentius wurde in den 1980er Jahren abgerissen. Der Ortsteil Měcholupy hatte im Jahre 2001 493 Einwohner, in Velká Černoc waren es 261, in Želeč 238 und in Milošice 41. Seit dem 17. Februar 2017 ist Měcholupy eine Minderstadt.

## Gemeindegliederung
Die Gemeinde Měcholupy besteht aus den Ortsteilen Měcholupy (Michelob), Milošice (Miloschitz), Velká Černoc (Groß Tschernitz) und Želeč (Seltsch), die zugleich auch Katastralbezirke bilden.

## Sehenswürdigkeiten

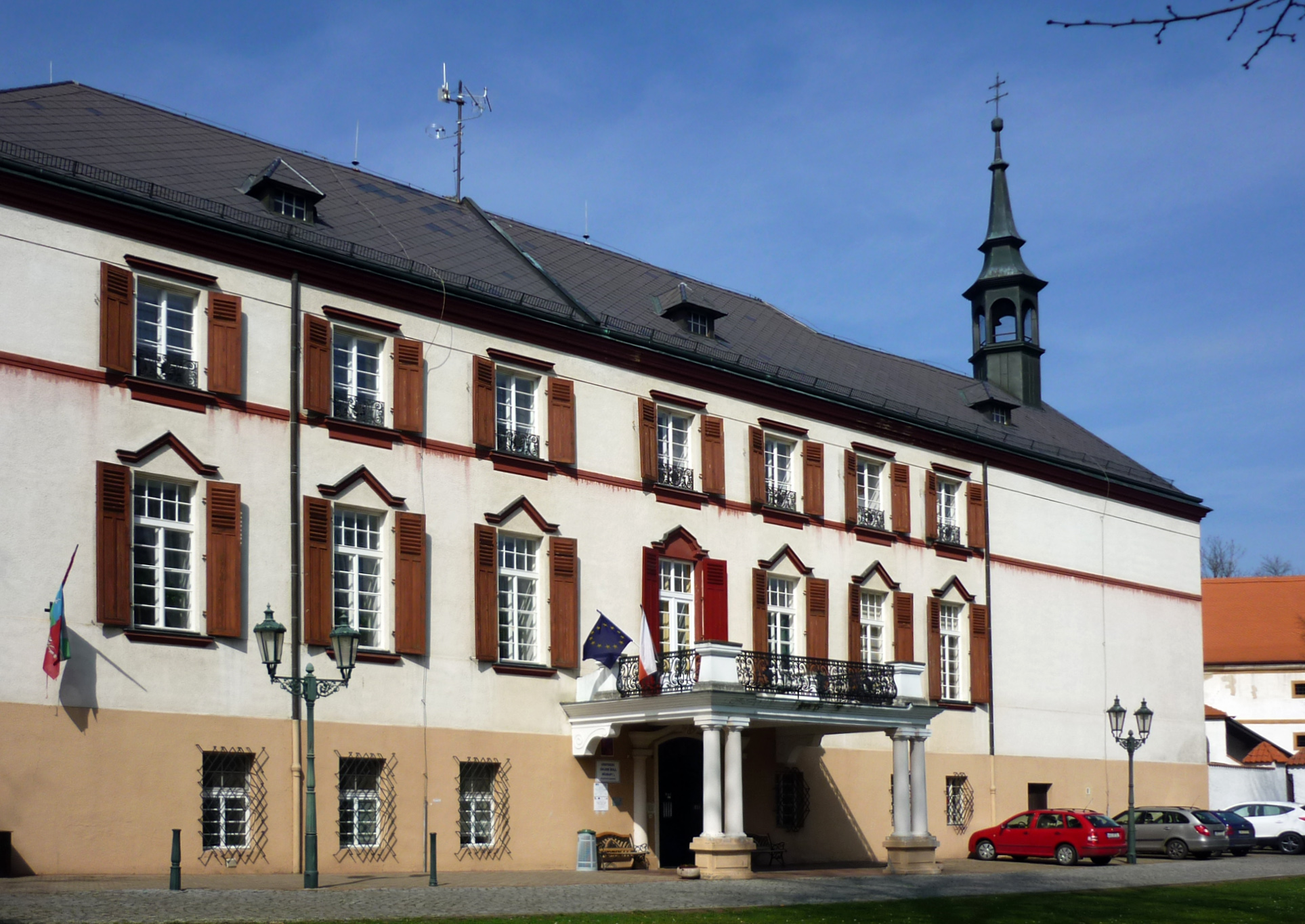
Schloss Michelob

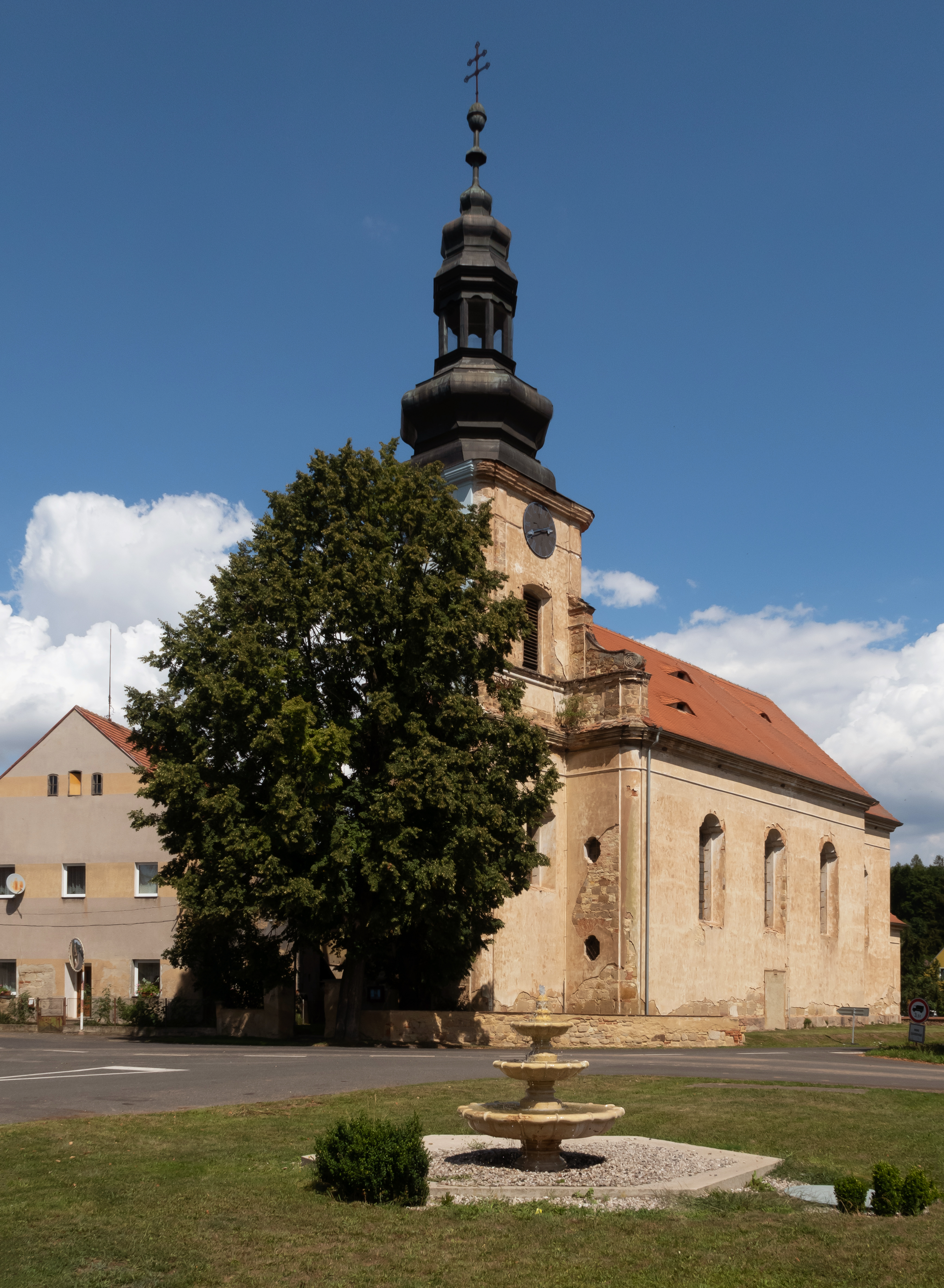
Kirche in Velká Černoc

- Schloss Měcholupy, der frühbarocke Bau mit Kapelle wurde vor 1690 für Karl von Paar errichtet. Von 1860 bis zur Enteignung im Jahre 1948 gehörte es der Familie Dreher. Heute dient es als Logopädische Grundschule des Ústecký kraj.
- ehemalige Drehersche Brauerei, die 1872 neben dem Schloss errichtete Neue Brauerei ist seit 1927 stillgelegt
- Kapelle, südlich über dem Dorf in den Feldern
- Schloss Seltsch (Želeč), von 1747 bis 1810 im Besitz der Freiherren von Zessner-Spitzenberg
- Schloss Milošice, eingeschossiger Barockbau aus dem 18. Jahrhundert
- Statue des hl. Johannes von Nepomuk, am Dorfplatz von Milošice, geschaffen 1728
- barocke Kirche des hl. Nikolaus in Želeč
- Statue des hl. Johannes von Nepomuk, am Dorfplatz von Želeč, aus dem Jahre 1714
- barocke Kirche des hl. Wenzel in Velká Černoc, errichtet 1783–1787

## Söhne und Töchter der Gemeinde
- Anton von Banhans (1825–1902), österreichischer Politiker